# Bateria B-45-4
Bateria B 45a (B-45-4) – stała standardowa bateria obrony dalekiej, prawdopodobnie powstała w 1902 r. jako część zespołu dzieł obronnych Fortu głównego artyleryjskiego 45 „Zielonki”